# Cinturón (blindaje)

Diagrama de los elementos comunes de un blindaje en un buque de la Segunda Guerra Mundial. El cinturón blindado, está señalado con la letra "A".

En náutica, el cinturón acorazado (cinturón blindado, correa blindada, correa acorazada, faja blindada) es un blindaje metálico pesado colocado sobre el casco de buques de guerra, normalmente en acorazados, fragatas acorazadas, cruceros de batalla, cruceros, y portaaviones.

## Descripción

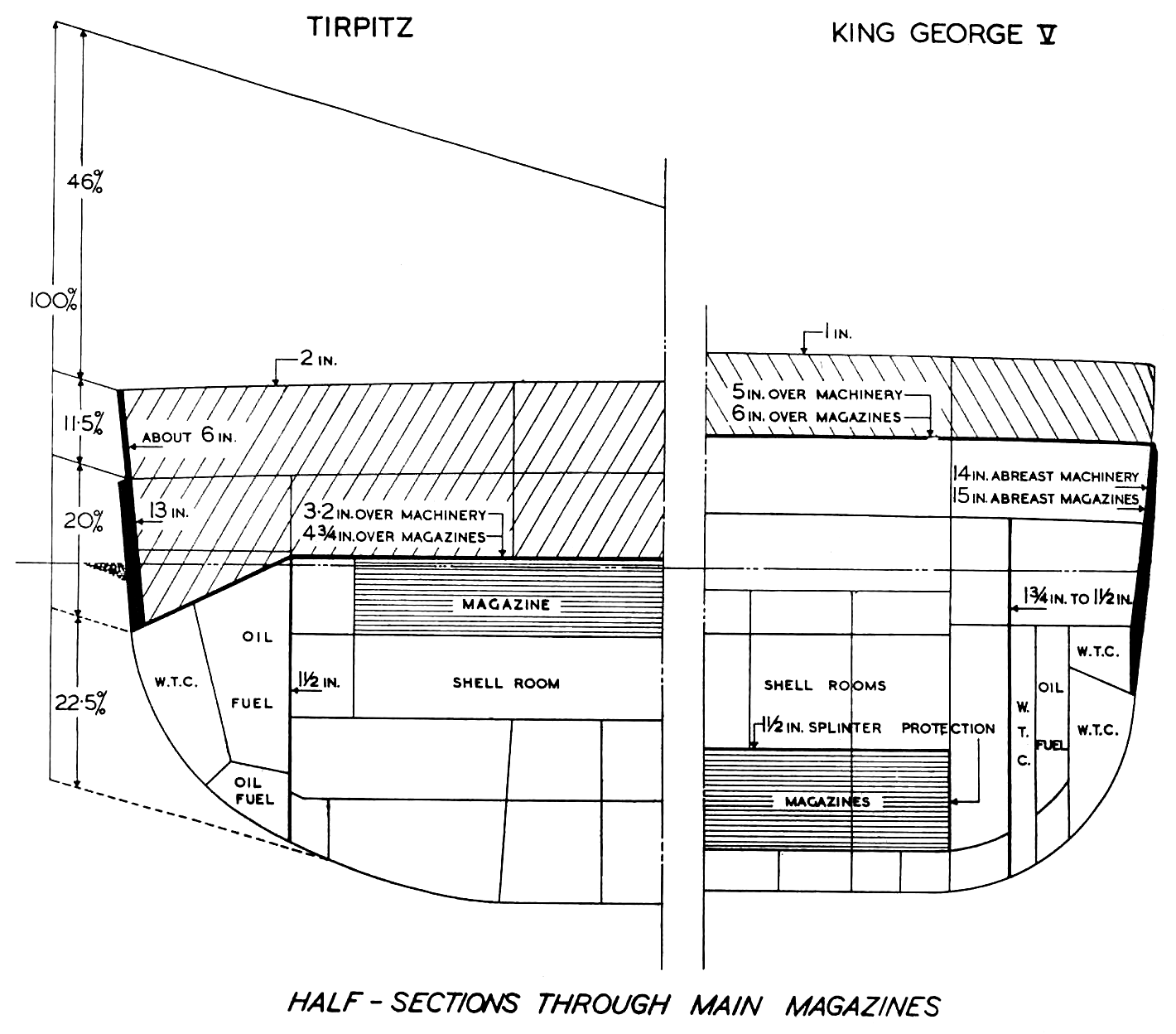
Comparativa del blindaje de los acorazados King George V y Tirpitz.

Adicionalmente, los buques, utilizaban cubiertas blindadas para protegerse de los bombardeos aéreos, del fuego artillero naval de largo alcance o de los misiles guiados que descienden en sobre ellos en picado. Normalmente, el cinturón blindado principal, cubre el casco del barco desde la cubierta principal, hasta una distancia bajo la línea de flotación. Si la correa, es construida dentro del casco, el casco externo, solía adoptar una forma inclinada para mejorar la protección del buque. 
El cinturón acorazado, se diseña para que en el momento que un buque de guerra, es impactado por un proyectil disparado bien desde otro buque, o desde la costa, o por un torpedo, evite la penetración de las cabezas explosivas en el interior del buque, o de desviarlas con la inclinación del casco. Usualmente, las placas del cinturón principal, están suplementadas con bulgues antitorpedos sobre el mismo o por mamparos antitorpedo estancos, colocados algunos metros tras el cinturón, diseñadas para mantener la integridad del buque en la línea de flotación caso de que el cinturón principal, fuera penetrado. Adicionalmente, estos espacios tras el cinturón principal, suele usarse como zonas de almacenamiento, conteniendo fueloil, agua de mar, o agua dulce. Estos líquidos en los tanques, absorben gran parte de la fuerza explosiva de los impactos recibidos.
Es necesario, hacer notar que un buque, puede ser dañado bajo el agua, no solo por torpedos, sino también por impactos de artillería disparados a corto alcance, que pueden recorrer pequeñas distancias bajo el agua. Estos proyectiles, especialmente los perforantes, pueden recorrer una pequeña distancia bajo el agua e impactar contra el buque bajo la línea de flotación, detonando en dicho lugar. Esta zona era muy importante que fuera protegida, ya que dichos proyectiles, representaban un importante riesgo para la supervivencia de los buques, al igual que los torpedos.          
También podía usarse un espació estanco con únicamente aire en el interior que aumentaría la flotabilidad del buque de guerra, pero rara vez se utilizó, ya que los líquidos, daban una mayor protección contra torpedos y contra los proyectiles antes mencionados. Algunos buques de guerra tenían una cinturón más delgado de lo que era realmente necesario para su protección. Esto se hizo en aquellos buques de guerra que necesitaban de una mayor velocidad, especialmente los cruceros y portaaviones, bien con el fin de poder escapar de enemigos más poderosos en el caso de los cruceros bien para ser más efectivos a la hora de lanzar sus aviones. Como en los casos de los buques gemelos USS Lexington y  USS Saratoga, el segundo y tercer portaaviones en entrar en servicio en la Armada de los Estados Unidos, en 1927. Estos, fueron completados sobre cascos en construcción de cruceros de batalla con una potente maquinaria, que conseguían darles una elevada velocidad.